# Merklínka
Die Merklínka (deutsch Merklinka, am Oberlauf Mühlbach bzw. Wiesenbach) ist ein rechter Zufluss der Radbuza in Tschechien.

## Verlauf
Die Merklínka entspringt südöstlich von Němčice in der Chudenická vrchovina (Chudenitzer Bergland). Ihre Quelle befindet sich am nordwestlichen Fuße der Suchá hora (638 m n.m.). Auf seinem zunächst nach Norden führenden Oberlauf fließt der Bach durch Němčice, Stará Huť und Úboč, wo er nordöstliche Richtung nimmt. Über Všepadly, Langův Mlýn, Únějovice, Chocomyšl, Kaničky, Kaničský Mlýn, Zichov, Výšensko, Strýčkovice, Chumecký Mlýn und Přetín erreicht die Merklínka bei Křenice die Merklínská pahorkatina (Merkliner Hügelland). Ihr weiterer Lauf führt am Fuße der Ptenínská hora (492 m n.m.) vorbei an Hora, Újezdec und Ptenín nach Nordwesten. Bei Hráz ändert der Bach seine Richtung nach Norden und wird östlich von Buková im Teich Kačerna gestaut. Den Teich verlässt die Merklínka mit nordöstlicher Richtung und fließt über Kloušov in den Merklínský rybník. Nachfolgend fließt der Bach wieder mit nordwestlicher Richtung durch das Städtchen Merklín sowie die Orte Bijadla, Zemětice und Čelákovy. Der Unterlauf der Merklínka führt nach Norden durch die Líšinská pahorkatina (Lischiner Hügelland) in die Plzeňská kotlina (Pilsener Becken); entlang des Baches liegen Líšina, Lelovský Mlýn, Lelov und Nový Mlýn. Nach 39,2 Kilometern mündet die Merklínka nordöstlich des Hammerschmidthauses in Stod in die Radbuza.
Den größten Teil ihres Laufes bildet die Merklínka durch ein breites Wiesental. Sie wird in zahlreichen Teichen gestaut, die größten sind der Merklínský rybník und die Kačerna. Lediglich in seinem Unterlauf hat sich der Bach ein tieferes Tal geschaffen, das an einigen Stellen auch felsig ist.

## Zuflüsse
- Bukovský potok (l) in Němčice
- Chudenický potok (r), bei Výšensko
- Těšovický potok (l), bei Hráz
- Biřkovský potok (r), oberhalb von Merklín im Merklínský rybník
- Čelakovský potok (l), in Čelakový

## Durchflossene Teiche
- Němčický rybník, bei Němčice
- Úbočský rybník, bei Úboč
- Všepadelský rybník, bei Všepadly
- Únějovický rybník, bei Únějovice
- Chocomyšlský rybník, bei Chocomyšl
- Kačerna (Katschernateich), bei Buková
- Merklínský rybník (Schafteich), oberhalb von Merklín
- Mlýnský rybník, bei Zemětice
- Obecní rybník, bei Lelovský Mlýn
- Novomlýnský rybník, bei Nový Mlýn